# 雲甘寺坐楢本神社
雲甘寺坐楢本神社（うんかんじにいますならもとじんじゃ）は、奈良県生駒郡平群町梨本に鎮座する式内社。旧社格は、村社であり神饌幣帛料供進社。

## 概要
三代実録巻第五に「貞観三年十月二十二日 (略) 雲感寺無位猶本神社従五位下」とでている。
旧社地は、約500メートル東の雲甘寺の鎮守社だったが、寺が明治元年に廃されたので、現在地に移された。
祭神は、菊理姫命。
江戸時代には(白山信仰と思われる)白山権現、明治時代には野間田明神と呼ばれた。
本殿の向かって左側の境内社は、春日社で祭神は天児屋根命。そのすぐ隣の境内社は、稲荷社で祭神は稲荷神。
社殿の左塀の外の神饌所には、天照大神と、一言主神を祀る。
境内に御神木が祀られている。